# Атаманов Михайло Гаврилович
Миха́йло Гаври́лович Атама́нов (*19 вересня 1945, село Стара Ігра, Граховський район) — удмуртський лінгвіст, доктор філологічних наук (1996), перекладач церковної літератури.
Спеціаліст з удмуртської ономастики, автор 3 монографій, 115 статей, які присвячені походженню та утворення назв родоплемінних груп та географічних об'єктів, особових імен удмуртів. Укладач та редактор 2 збірок з онтогенезу удмуртів. З 1990 року служить в православній церкві протодияконом, реферант Іжевської та Удмуртської єпархії. Переклав на удмуртську мову 4 Євангелія, діяння апостолів, молитовник, псалтир. Вперше в історії удмуртського християнства переклав «Новий завіт» (Выль Сизён, 1997).
Нагороджений патріаршою нагородою — орден Святого рівноапостольного князя Володимира III ступеня (1994). Здійснив паломництво до Єрусалиму.

## Твори
- Удмуртская ономастика. Ижевск, 1988
- Удмурт нимбугор. Словарь личных имён удмуртов. Ижевск, 1990
- История Удмуртии в географических названиях. Ижевск, 1997
- Мой путь в Библию. Ижевск, 1999